# Alu (rúnico)

La palabra alu escrita con runas.

Alu (ᚨ ᛚ ᚢ) es una palabra del nórdico antiguo inscrita con fines mágicos, con runas del futhark antiguo, que se ha encontrado en objetos del norte y centro de Europa, y que datan de entre el 200 y 800 d. C. Esta palabra, la más corriente entre los encantamientos rúnicos, puede aparecer sola, como en la piedra rúnica de Elgesem, o como parte de una fórmula, como en el amuleto de Lindholm (DR 261) de Escania. El símbolo consta de tres runas Ansuz, Laguz y Uruz.
El término alu algunas veces se abreviaba, se codificaba o se escribía con expansión gramatical. El origen y el significado de la palabra son objeto de polémica, aunque hay un acuerdo general entre los expertos de que se trataba de un amuleto o una forma metafórica de él. El uso de la palabra no sobrevivió mucho a la época de las invasiones bárbaras, y posiblemente su desaparición fue resultado de la cristianización. La raíz Alu pudo haber sobrevivido a este periodo al asociarse a la cerveza (ale) como aparece en las estrofas 7 y 19 del poema Sigrdrífumál, compilado en la Edda poética del siglo XII, donde la valquiria Sigrdrífa imparte el conocimiento de invocación de las “runas ale” (en nórdico antiguo ölrúnar). Se han sugerido teorías sobre que el término ealuscerwen (posiblemente «echar fuera el alu»), usado para describir el dolor y el terror en el poema épico Beowulf, registrado alrededor del siglo IX y el XI, pudiera estar directamente relacionado.

## Etimología
Aunque se acepta generalizadamente que el significado literal de la palabra alu es «cerveza, bebida alcohólica» los investigadores consideran necesario examinar con más profundidad el significado del término. Las primeras etimologías propuestas para la palabra buscaron conexión con el protogermánico *aluh «amuleto, tabú» de *alh «proteger». Los cognados en los dialectos germánicos serían el inglés antiguo ealh «templo», el gótico alhs «templo» y el nórdico antiguo alh «amuleto». Edgar Polomé propuso inicialmente una conexión etimológica entre el germánico alu y el hitita alwanza «afectado por la brujería» que a su vez están conectados con el griego alúõ «estar junto a uno mismo» y el letón aluôt «estar afligido». Posteriormente Polomé demostró que esta etimología era incorrecta y la descartó, aunque él sigue sugiriendo que hay una conexión semántica entre estas palabras y alu.
Se han propuesto conexiones lingüísticas entre el término protogermánico *aluþ, que significa «cerveza» y por ello se traduce como tal," aunque esta aproximación lingüística se ha criticado por conllevar problemas cruciales. Polomé propone que la palabra pertenecía al «vocabulario técnico y operativo» de los pueblos germánicos, y que originalmente se refería al «estado mental de éxtasis producido por una bebida potente» usada en los rituales del paganismo germánico.
Se han descubierto dedicatorias etruscas en objetos votivos de Retia en la que aparece la palabra alu con el significado de «dedicación». Se ha propuesto que hay una conexión entre estos objetos y el término alu encontrado en las inscripciones rúnicas. Estas teorías proponen que el término se tomó prestado para el uso rúnico desde esta fuente.

## Inscripciones

### Bracteatos
La inscripción alu aparece en los bracteatos con los siguientes códigos de Rundata: G 205, DR BR6, DR BR13, DR BR25, DR BR42, DR BR54, DR BR59, DR BR63A, DR BR67, DR EM85;123 y DR NOR2002;10.

#### G 205

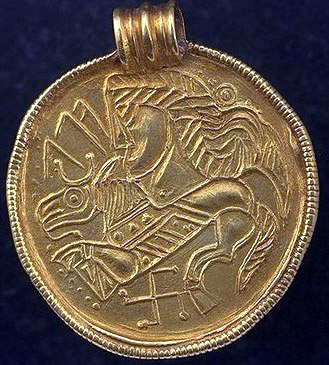
Bracteato G 205 con la inscripción alu.

En el bracteate de oro (G 205) descubierto en Djupbrunns, Hogrän, Stenkumla, Suecia, se lee simplemente «Alu» y está datado alrededor del 400 d. C. En la misma localización que este bracteato se descubrió otro (G 204), de fecha más recientes, que muestra la inscripción «ek erilaR». Actualmente el bracteato está en el museo histórico de Estocolmo.

#### DR BR6
DR BR6 es una inscripción en un fragmento de bracteato descubierto en Skydsrup, en el sur de Jutlandia, Dinamarca en el que aparece el término alu. La transliteración de las runas dice:
lauk=az alu lauk=az alu
Cuya transcripción al protonórdico es:
Laukaz alu. Laukaz alu.
El fragmento data de entre 400 y 650 d. C. Actualmente el bracteate está ubicado en el museo Nacional de Dinamarca en Copenhague.

#### DR BR42

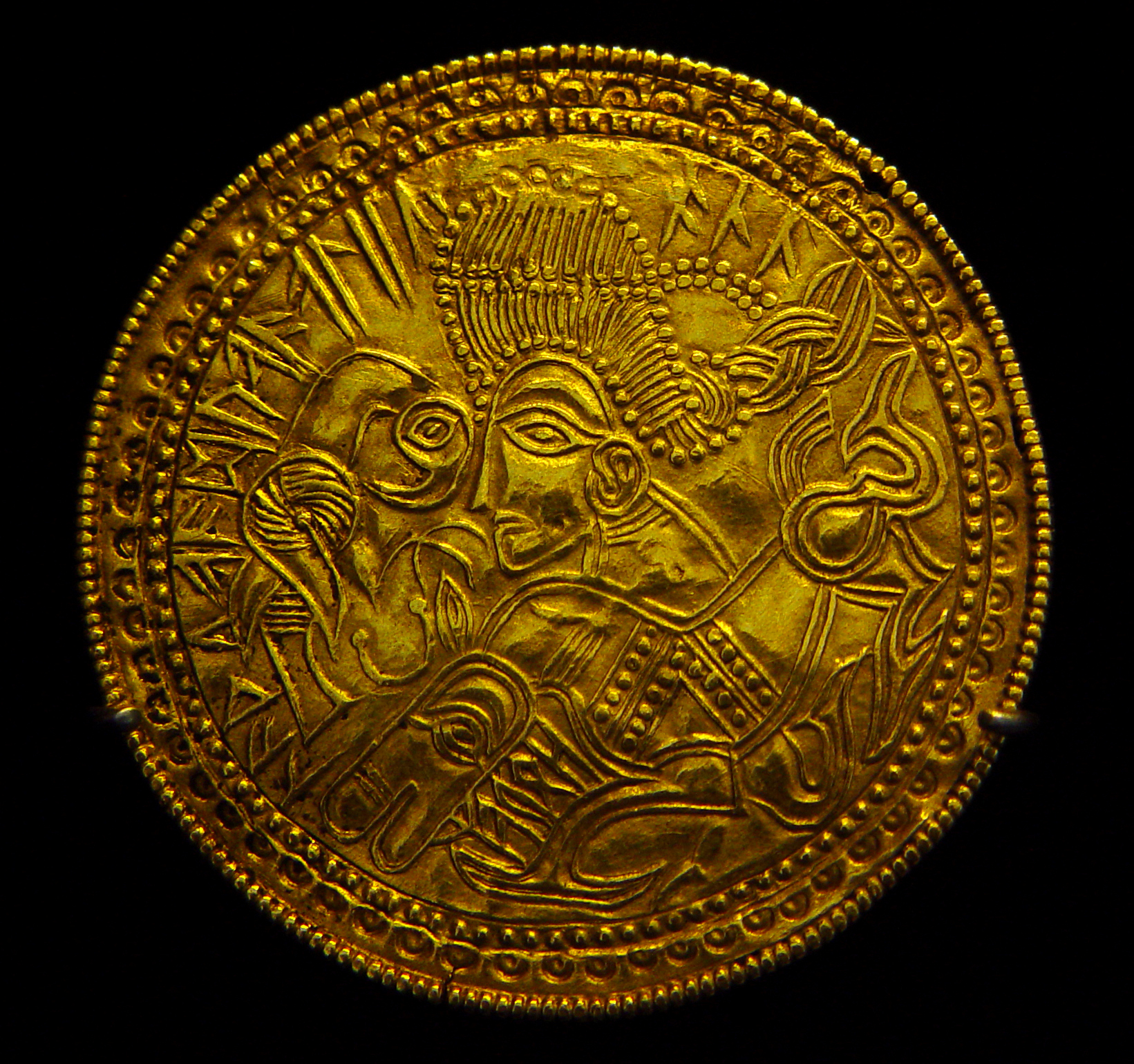
En el bracteato DR BR42 aparece la palabra Alu.

En este bracteato descubierto en la isla de Funen, Dinamarca, aparece un texto incomprensible y texto con sentido. El término alu forma parte del texto comprensible además de «el grande», un nombre aplicado a Odín. El bracteato se encuentra en el museo Nacional de Dinamarca. Su transcripción es:
houaz laþu aaduaaaliia a--

#### DR NOR2002;10
El bracteato de Uppåkra (DR NOR2002;10) se encontró en Uppåkra, Escania, Suecia, durante una búsqueda con detector de metales en 2000. El bracteato lleva una inscripción rúnica en protonórdico. La transliteración dice:
sima-ina alu
La imagen del bracteato representa la cabeza de un hombre sobre un animal cuadrúpedo. La inscripción de la cara (la primera parte sima-ina) está situada en la parte posterior de la cabeza, mientras que en la B (la segunda parte, alu) se sitúa sobre las patas delanteras del animal.
La inscripción parece pertenecer a un grupo de bracteatos con encantamientos más o menos comprensibles.

### Piedras rúnicas

#### Piedra de Eggja

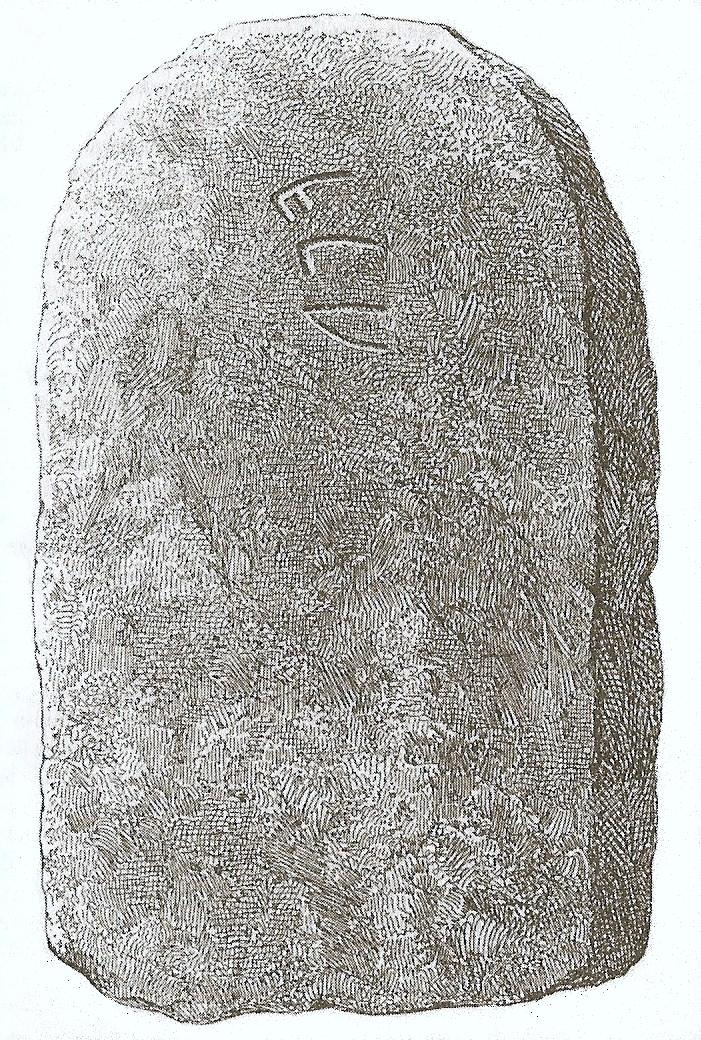
Piedra rúnica de Elgesem.

La piedra de Eggja datada entre el siglo 7 y 8 a. C. fue descubierta en la granja Eggja localizada en Sogn og Fjordane, Noruega. Se interpreta que en su tercer panel de la inscripción en futhark antiguo se lee alu.

#### Piedra rúnica de Elgesem
En su inscripción se lee simplemente «alu». La piedra se encontró en un túmulo funerario localizado en la granja de Elgesem, Vestfold, Noruega, en 1870. La piedra rúnica de Elgesem, catalogada en Rundata con el código N KJ57 U, está datada alrededor de 400 d. C. La piedra mide 172 centímetros de alto y 90 centímetros de ancho, y un grosor de 18 centímetros. La inscripción está escrita en sentido contrario y se lee de arriba hacia abajo. Por su forma se ha sugerido que la piedra de Elgesem pudiera formar parte de algún tipo de ritual. Se ha sugerido que la piedra Stora Hammars I, Ardre VIII y la piedra Tängelgårda IV pudieran ser piedras de culto similares.

#### Fragmento de pizarra de Eketorp
El fragmento de pizarra de Eketorp (Öl ACTARC37;211 U) es una piedra rúnica que se encontró en Eketorp, Suecia, donde aparece una inscripción en protonórdico con ruinas del futhark antiguo.
La primera línea de la inscripción dice:
... alu k...
En la segunda línea de la inscripción aparece:
...gþutþ...

#### Piedra de Kinneve
La piedra de Kinneve (Vg 134) es un fragmento de roca (mide 7,4 x 5,0 x 2,0 cm) de saponita roja datada alrededor del 600 d. C. Fue encontrada por un capellán en una tumba de la rectoría de Kinneve socken, Suecia. La piedra actualmente se encuentra en la colección del museo de Västergötland museum, en Skara, Suecia. En la inscripción se lee:
...siz alu h
Kodratoff interpreta que «siz» es el final de un nombre y que la última runa sería haglaz. Como el fragmento fue encontrado en una tumba se ha teorizado sobre que pudiera estar relacionado con un culto de la muerte o magia funeraria.

#### Piedra de Årstad
La piedra de Årstad stone (N KJ58) es una piedra rúnica encontrada en 1855 en la granja Årstad de Rogaland, Noruega. Tiene 18-20 runas del futhark antiguo en tres línea. En la segunda línea se lee saralu, que según algunos expertos se compone de las palabras sar y alu. Actualmente la piedra se encuentra en la colección de antigüedades del museo de Historia Cultural de Oslo.

### Otros objetos
La inscripción alu aparece en objetos de otro tipo como: 

#### Ciénaga Nydam

##### Flecha de Nydam
La flecha de Nydam (DR 13) es una flecha descubierta en la ciénaga Nydam, en el sur de Jutlandia, Dinamarca, lleva la inscripción lua que se cree es alu distorsionado. Data de entre 200 y 350 d. C. Actualmente está situada en el museo für Vorgeschichtliche Altertümer en Kiel, Alemania.

##### Astiles de flecha de Nydam
Los astiles de flecha de Nydam (DR MS1995;344 y DR AUD1994;266) son dos varillas de flecha descubiertas en Nydam Mose, en el sur de Jutlandia, que llevan las inscripciones la y lua respectivamente. Se ha interpretado que ambas pudieran aludir a alu, pero no con certeza. Estos dos astiles de flecha datan de entre 300 y 350 d. C. Actualmente están ubicados en el museo nacional de Dinamarca en Copenhague.

##### Mango de hacha de Nydam
El mango de hacha de Nydam (DR MS1995;341) es un mango de madera descubierto en la ciénaga Nydam, al sur de Jutlandia, Dinamarca, que lleva una inscripción rúnica. Está datada entre el 300 y 350. Actualmente está ubicado en el museo nacional de Dinamarca en Copenhague.

#### Fíbula de Værløse

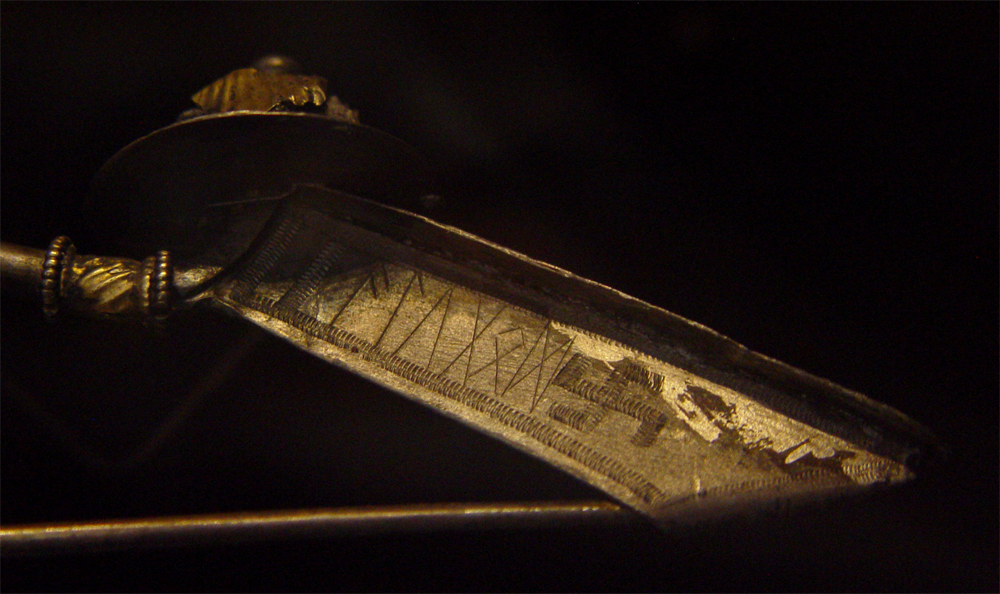
Detalle de la inscripción de la fíbula de Værløse donde se lee alugod seguido de una esvástica

DR EM85;123 Es una fíbula de plata del siglo III encontrada en Værløse, Selandia, Dinamarca, donde aparece una inscripción rúnica en su prendedor donde únicamente se lee «alugod» seguido de una esvástica. La fíbula de Værløse se encuentra en el museo nacional de Dinamarca.

#### Amuleto de Lindholm
El amuleto de Lindholm (DR 261) es una pieza de hueso encontrada en Escania, datado en entre el siglo II y el IV. Su inscripción contiene la palabra alu.

#### Urnas de cremación
Tres urnas de cenizas crematorias encontradas en Spong Hill, Norfolk, Inglaterra llevan impresa la palabra alu con runas invertidas realizadas con el mismo sello.

#### Peine de Setre
El peine de Setre data de entre los siglos VI y VII y muestra una inscripción rúnica. Este peine es objeto de una gran cantidad de discusiones académicas, aunque la mayoría de los expertos aceptan que se le el encantamiento alu y Nanna, aunque existe polémica respecto a si Nanna se refiere a una diosa.